# Primera República albanesa
La Primera República albanesa o históricamente llamada como Albania independiente (en albanés: Shqipëria e Pavarur) fue un Estado parlamentario declarado en Vlorë el 28 de noviembre de 1912. Su asamblea se constituyó ese mismo día mientras que su gobierno y senado (Asamblea de ancianos) se establecieron el 4 de diciembre de 1912.
La delegación de Albanesa presentó un memorando a la Conferencia de Londres de 1913 solicitando el reconocimiento internacional de la Albania independiente. Al comienzo de la conferencia se decidió que la región de Albania estaría bajo soberanía otomana pero con un gobierno autónomo. Las solicitudes de reconocer a la delegación sobre la base de los derechos étnicos de los albaneses fueron rechazadas y el tratado firmado el 30 de mayo de 1913 dividió una parte importante de las tierras reclamadas entre Serbia, Grecia y Montenegro, dejando como territorio independiente solo una región central, que fue puesto bajo la protección de las Grandes Potencias. Los embajadores de seis Grandes Potencias se reunieron de nuevo el 29 de julio de 1913 y decidieron constituir un nuevo estado, el Principado de Albania, como monarquía constitucional. Finalmente, con la firma del Tratado de Bucarest en agosto de 1913, se estableció este nuevo estado independiente, dejando alrededor del 40% de la población de etnia albanesa fuera de las fronteras de este nuevo estado.

## Nombre
El nombre del estado utilizado en el texto de la declaración de independencia de Albania es Shqipëria (en inglés: Albania  ). También se la conoce como la "Albania independiente" (en albanés: Shqipëria e Mosvarme   ), el "Estado albanés" (en albanés: Shteti Shqiptar  ) o el "estado independiente de Albania" (en albanés: Shteti i pavarur shqiptar   ).

## Sistema político
La Albania independiente establecida el 28 de noviembre de 1912 es el primer estado albanés en la historia moderna. Era un estado parlamentario, no una monarquía. Algunas fuentes se refieren a ella como la República de Albania o la República de Albania.
Albania se convirtió en un estado independiente a través de cuatro decisiones constitucionales de la Asamblea de Vlorë tomadas el 28 de noviembre de 1912:
1. Albania, a partir de hoy, debe estar sola, libre e independiente
2. bajo un gobierno provisional
3. que se elija un consejo de ancianos (senado) para ayudar y supervisar al gobierno
4. se enviará una comisión a Europa para defender los intereses albaneses entre las grandes potencias

## Territorio
La autoridad del estado se limitaba a las regiones de Vlore, Berat y Lushnje. El territorio reclamado era mucho mayor que el territorio de la Albania contemporánea y que el territorio sobre el que el Gobierno Provisional ejercía su poder. Comprendía los territorios del Valiato de Kosovo, Valiato de Monastir, Valiato de Shkoder y el Valiato de Janina. El Tratado de Londres, firmado el 30 de mayo de 1913, redujo el territorio del estado albanés a sus regiones centrales después de dividir una parte significativa del territorio reclamado por Albania entre los aliados balcánicos (una parte importante del área norte y oeste fue entregada a Serbia). y Montenegro, mientras que la región sur de Chameria pasó a formar parte de Grecia). Kosovo fue entregado a Serbia en el tratado de Londres ante la insistencia de Rusia.
Durante la Primera Guerra de los Balcanes los reinos de Grecia, Serbia, Bulgaria y Montenegro aspiraban a incorporar toda la región a sus estados (negando por completo la independencia de Albania), por lo que la mayor parte del territorio capturado fue ocupado por sus ejércitos. Sin embargo, la Albania independiente ejerció control sobre una zona de tierra que incluía Vlore, Berat, Fier y Lushnje.

## Historia

### Valiato albanés

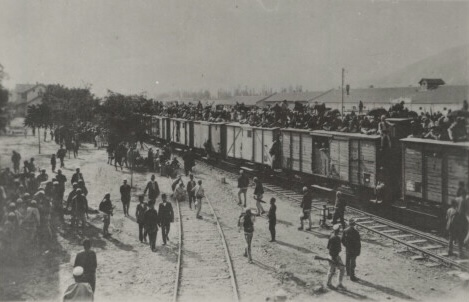
Rebeldes albaneses capturando Skopje en agosto de 1912

Hasta septiembre de 1912, el gobierno otomano mantuvo intencionalmente a los albaneses divididos en cuatro Valiatos étnicamente heterogéneos para evitar la unificación nacional albanesa. Las reformas introducidas por los Jóvenes Turcos provocaron la revuelta albanesa de 1912 que duró de enero a agosto de 1912. En enero de 1912, Hasan Prishtina, diputado albanés en el parlamento otomano, advirtió públicamente a los miembros del parlamento que la política del gobierno de los Jóvenes Turcos conduciría a una revolución en Albania. La revuelta albanesa tuvo éxito y hasta agosto de 1912 los rebeldes lograron hacerse con el control de todo el Valiato de Kosovo (incluidos Novi Pazar, Sjenica, Pristina e incluso Skopje), una parte del Valiato de Scutari  (incluidos Elbasan, Përmet y Leskovik), Konitsa en el Valiato de Janina . y Debar en el Valiato de Monastir . El gobierno otomano puso fin a la revuelta albanesa el 4 de septiembre de 1912 al aceptar todas las demandas relacionadas con el establecimiento de un sistema autónomo unificado de administración y justicia para los albaneses dentro de un Valiato: el Valiato albanés.

### Primera Guerra de los Balcanes

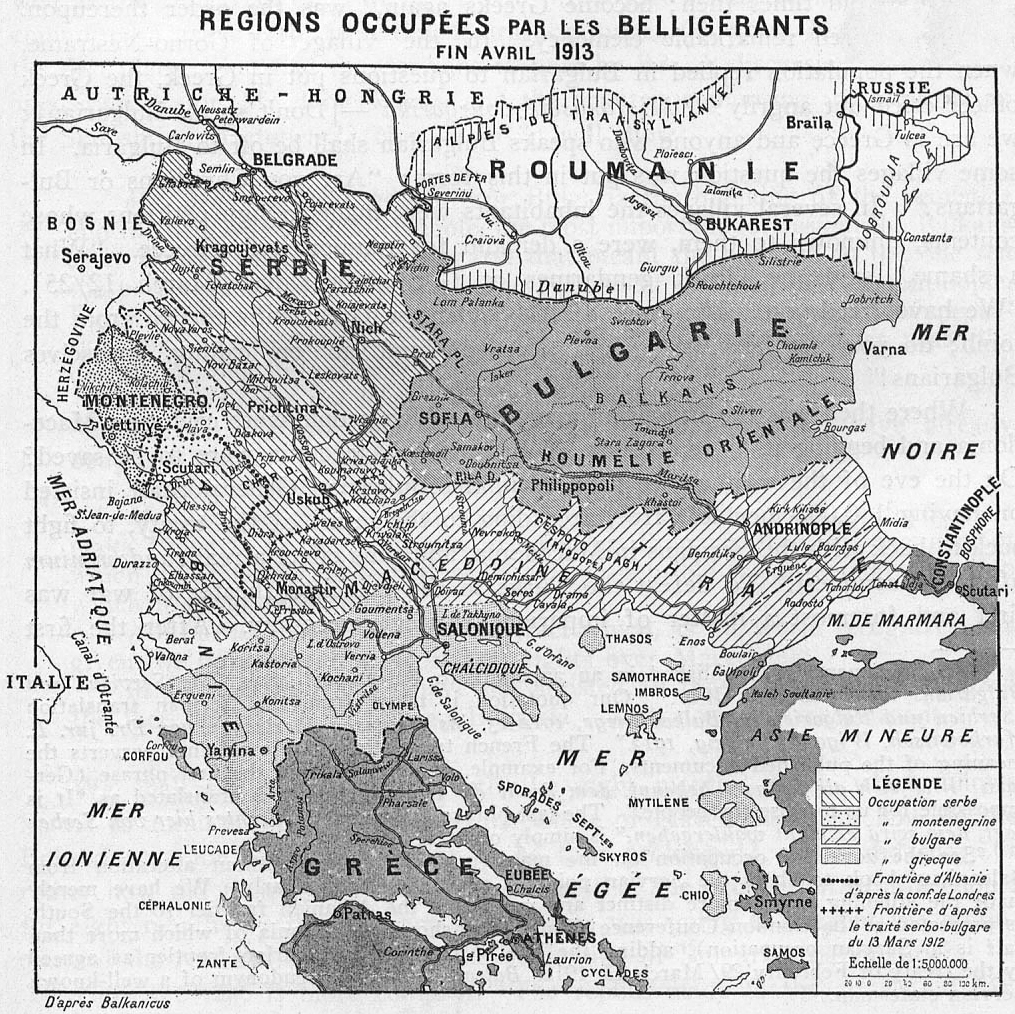
Situación en los Balcanes durante la Primera Guerra de los Balcanes, en 1914.

El éxito de la revuelta albanesa envió una fuerte señal a los países vecinos de que el Imperio Otomano era débil. Además, el Reino de Serbia se opuso al plan de un Valiato
albanés, prefiriendo una partición del territorio europeo del Imperio Otomano entre los cuatro aliados balcánicos. Mientras tanto se acordó que el territorio conquistado tendría el estatus de Condominio.
Los líderes albaneses, incluidos Faik Konitza y Fan Noli, organizaron una reunión el 7 de octubre de 1913 en Boston. Decidieron que los albaneses deberían "unirse plenamente con el gobierno otomano contra los enemigos del Imperio" porque "si Turquía es derrotada, los estados balcánicos destrozarían a Albania". Esa decisión fue arriesgada, porque si los otomanos eran derrotados, la participación albanesa en la guerra de los Balcanes del lado otomano serviría como justificación para que los aliados balcánicos dividieran a Albania como provincia otomana. Los albaneses que se movilizaron en el ejército otomano lucharon por su país y no por el Imperio Otomano.
Durante la Primera Guerra de los Balcanes, los ejércitos combinados de los aliados de los Balcanes vencieron a los ejércitos otomanos numéricamente inferiores y estratégicamente en desventaja y lograron un rápido éxito. Ocuparon casi todos los territorios europeos restantes del Imperio Otomano, incluido el territorio de los Valiatos
albaneses.
A principios de noviembre de 1912, los líderes albaneses apelaron al emperador Francisco José I de Austria-Hungría, explicando la difícil situación en su país porque partes de los cuatro Valiatos también fueron reclamados por la Liga Balcánica que estaba presente en las tierras en disputa. Austria-Hungría e Italia se opusieron firmemente a la llegada del ejército serbio al mar Adriático porque lo percibían como una amenaza a su dominio del Adriático y temían que un puerto serbio en el Adriático pudiera convertirse en una base rusa. Ismail Qemali, que había sido diputado albanés en el parlamento otomano, consiguió el apoyo de Austria-Hungría para la autonomía de Albania dentro del Imperio Otomano, pero no para su independencia.

### Congreso de toda Albania
Ismail Qemali invitó a los representantes de todas las partes del Valiato albanés a asistir al Congreso de toda Albania celebrado en Vlorë el 28 de noviembre de 1912. Al comienzo de la sesión, Ismail Qemali se refirió a los derechos albaneses amenazados que fueron ganados durante las revueltas albanesas en los cuatro años anteriores, y explicó a los participantes del congreso que debían hacer todo lo necesario para salvar a Albania. Después de su discurso comenzaron a revisar los documentos porque se decidió que cada kaza del Valiato albanés se contaría como un voto, independientemente del número de sus delegados. Los participantes de este congreso son considerados Padres Fundadores de Albania.

### Albania Después de la declaración de independencia

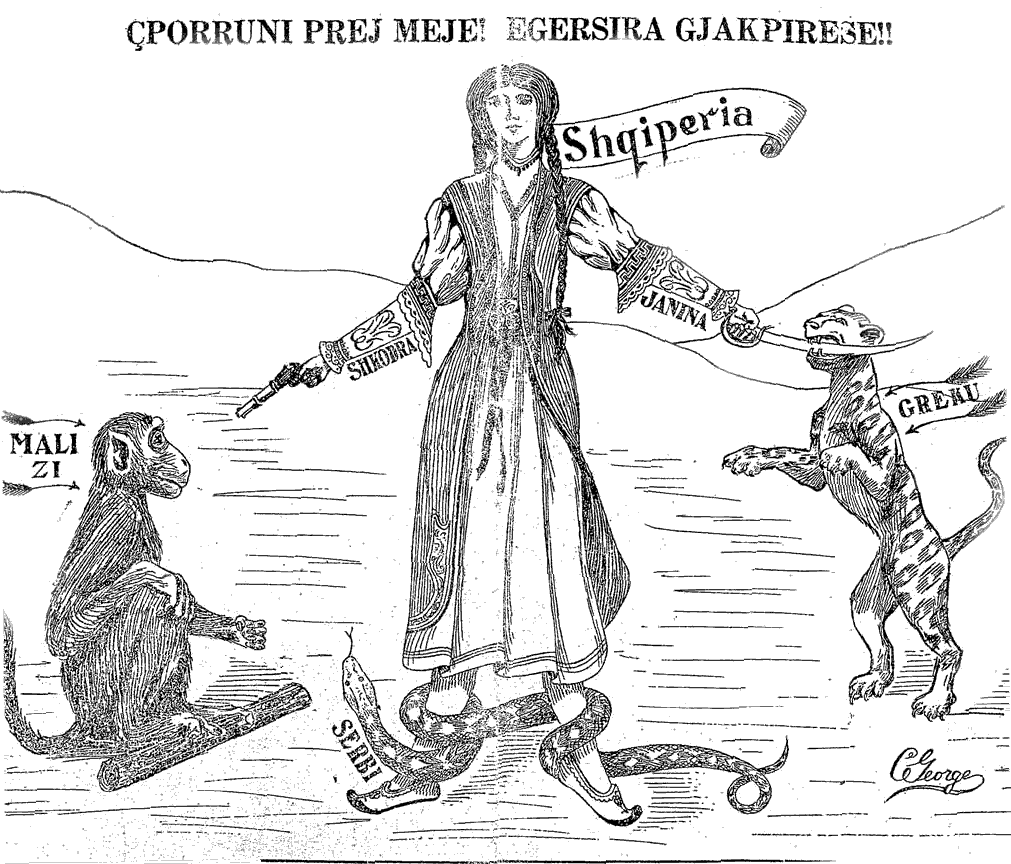
Caricatura publicada en febrero de 1913 muestra a Albania defendiéndose de los países vecinos. Montenegro está representado como un mono, Grecia como un leopardo atacando a la ciudad de Ioannina y Serbia como una serpiente. Con un Texto en albanés que dice: "¡Huyan de mí! ¡Bestias chupasangre!"

La primera notificación sobre la independencia proclamada fue enviada al mando del ejército serbio en Ohrid. El 29 de noviembre de 1912, el ejército del Reino de Serbia capturó Durrës sin resistencia y estableció el condado de Durrës con cuatro distritos (en serbio: срез   ): Durrës, Lezha, Elbasan y Tirana. Las nuevas autoridades serbias se enfrentaron a grandes dificultades para gobernar un nuevo condado porque todas las guarniciones militares aisladas con un pequeño número de soldados fueron destruidas en un par de días. Aunque algunos jefes tribales propusieron organizar una resistencia armada contra las tropas de Serbia en las partes ocupadas de Albania, el gobierno provisional de la Albania Independiente decidió evitar bajas innecesarias y concluyó un acuerdo (besa) para mantener la armonía en el territorio ocupado.
Las relaciones internacionales de Albania comenzaron a funcionar a nivel estatal después de que se proclamó independiente y los primeros esfuerzos diplomáticos de su gobierno fueron solicitudes para el reconocimiento internacional del estado albanés. En diciembre de 1912, una delegación de Albania presentó un memorándum a la Conferencia de Londres de 1913 insistiendo en los derechos étnicos de los albaneses y solicitó el reconocimiento internacional de la Albania independiente compuesta por Kosovo, Macedonia occidental incluyendo Skopje y Bitola y todo el territorio de Epiro hasta a Artá.

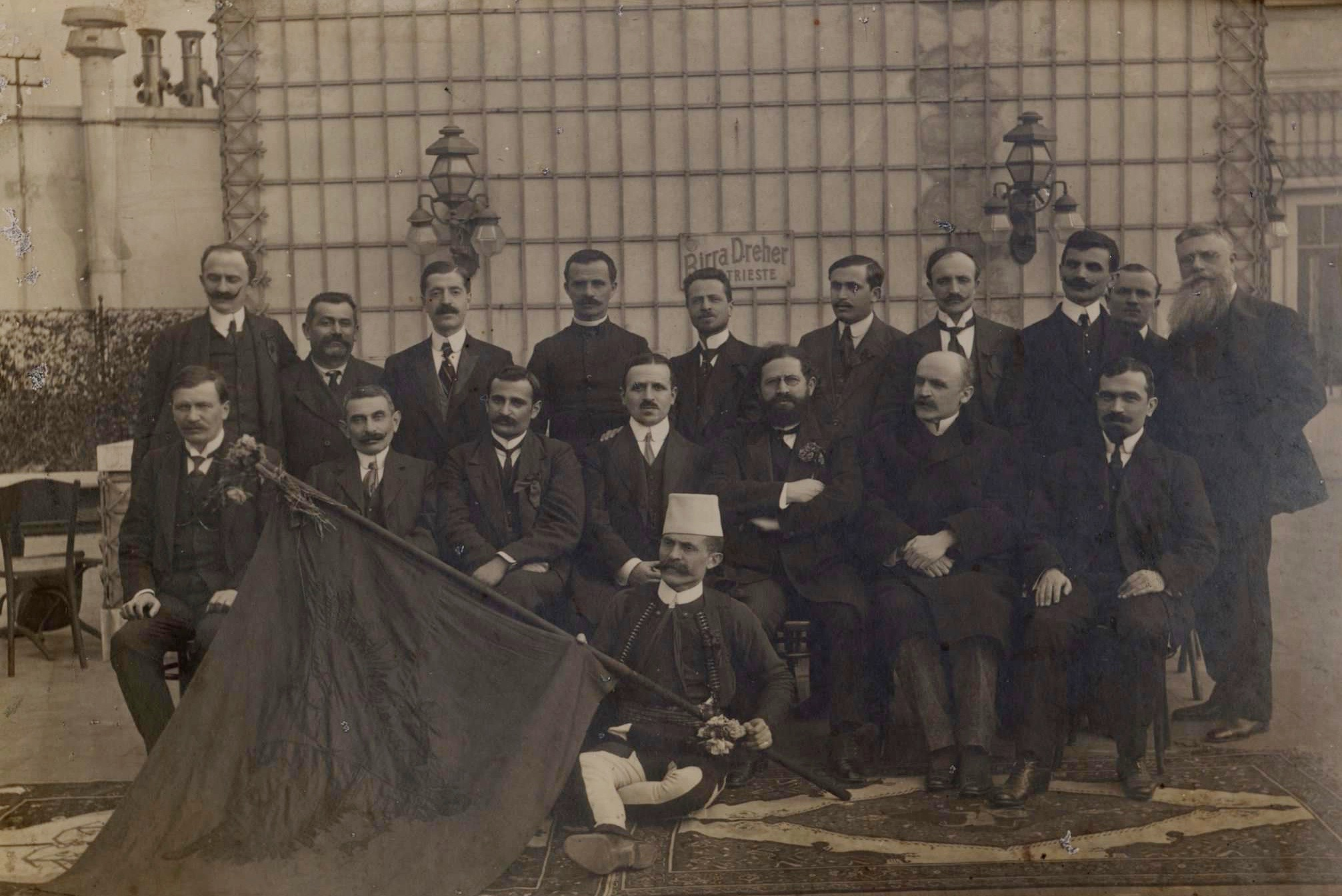
Los principales delegados del Congreso albanés de Trieste con su bandera nacional, 1913.

Unos 120 políticos e intelectuales notables de Albania asistieron al Congreso albanés de Trieste del 27 de febrero al 6 de marzo de 1913 y solicitaron a las Grandes Potencias el reconocimiento de la independencia política y económica de Albania. Isa Boletini e Ismail Qemali viajaron a Londres en marzo de 1913 para obtener el apoyo de Gran Bretaña para su nuevo país. El 6 de marzo, Ioannina fue capturada por fuerzas del Reino de Grecia. En marzo de 1913, un grupo de 130 (o 200) soldados del Reino de Serbia fueron asesinados cerca de Prizren por irregulares albaneses en un acto de venganza por la represión del ejército serbio.
En abril de 1913, el ejército del Reino de Serbia se retiró de Durrës pero permaneció en otras partes de Albania. Por otro lado, el Reino de Montenegro logró capturar Shkodër el 23 de abril de 1913 después de seis meses de asedio. Sin embargo, cuando terminó la guerra, las Grandes Potencias no entregaron la ciudad al Reino de Montenegro, que se vio obligado a evacuarla en mayo de 1913. 
En mayo de 1913, los delegados de Albania en Londres solicitaron un soberano británico y consideraron ofrecer el trono albanés a Aubrey Herbert.

### Tratado de Londres

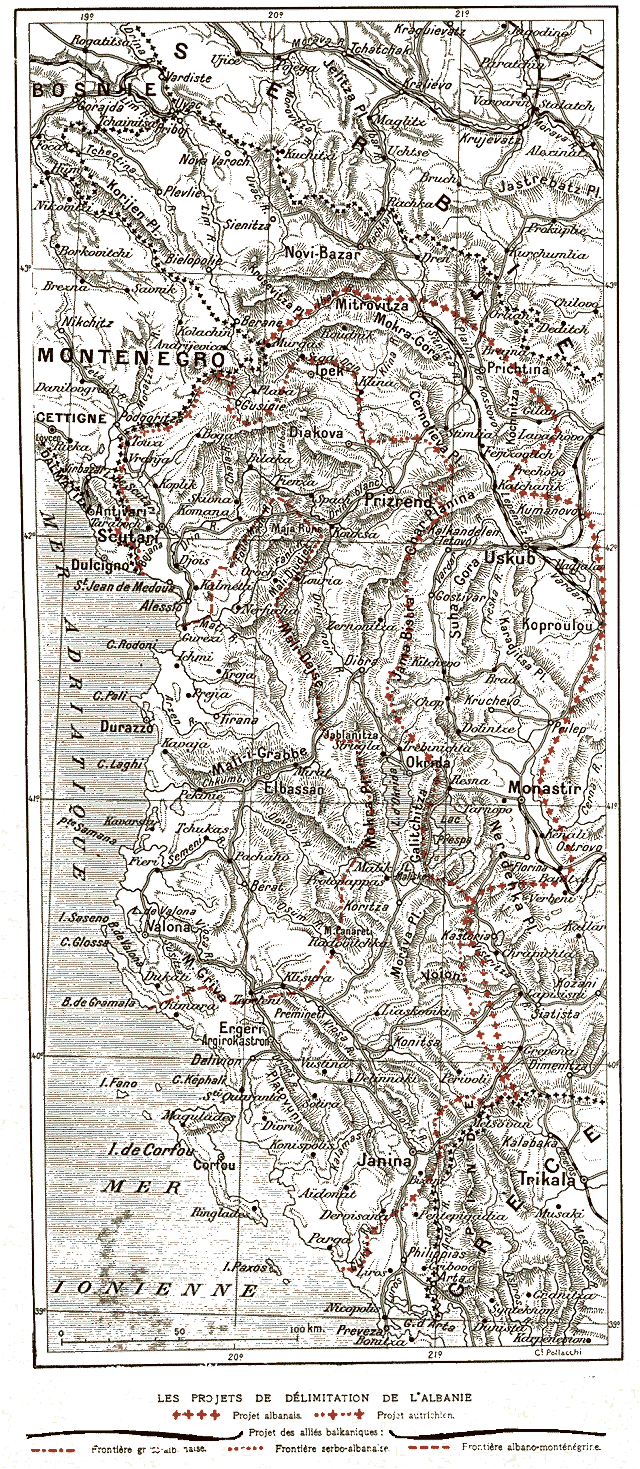
Propuesta fronteriza para Albania propuestas durante la Conferencia de Londres de 1912-13

Las grandes potencias no cumplieron con las solicitudes de reconocimiento de Albania. Al comienzo de la conferencia de Londres en diciembre de 1912, los embajadores de las seis grandes potencias rechazaron el plan para establecer una Albania independiente. En cambio, decidieron que Albania estaría bajo la soberanía otomana pero con un gobierno autónomo. Después de que se hizo evidente que el Imperio Otomano perdería toda Macedonia y su conexión territorial con Albania, las grandes potencias se dieron cuenta de que tenían que cambiar su decisión.
El Tratado de Londres, firmado el 30 de mayo de 1913, dividió una parte significativa del territorio reclamado por Albania, independientemente de su composición étnica, entre los aliados balcánicos, reduciendo el territorio de Albania a sus regiones centrales.

### Albania Después del tratado de Londres
En septiembre de 1913, la Albania independiente apoyó y ayudó en secreto al Levantamiento de Ohrid-Debar porque Ismail Qemali pensó que la Albania independiente era demasiado débil para enfrentarse abiertamente al Reino de Serbia. Qemali ordenó el ataque simultáneo de las fuerzas albanesas dirigidas por Isa Boletini y Bajram Curri a la región de Prizren. Peshkopi fue capturado el 20 de septiembre de 1913. Los albaneses y búlgaros locales expulsaron al ejército y los funcionarios serbios, creando una línea de frente 15 km al este de Ohrid. Se estableció una administración local en Ohrid. El ejército serbio de 100.000 regulares reprimió el levantamiento en varios días. Miles fueron asesinados y decenas de miles de habitantes locales huyeron a Bulgaria y Albania para salvar sus vidas. Según el Informe de la Comisión Internacional de la Fundación Carnegie para la Paz Internacional, el número de albaneses que se refugiaron fue de 25.000.
El 16 de octubre de 1913, Essad Pasha Toptani, quien también había sido diputado albanés en el parlamento otomano, estableció la República de Albania Central con su centro administrativo en Durrës. El estado de Toptani también duró poco y no fue reconocido, con su territorio delimitado por los ríos Mat en el norte y Shkumbin en el sur. Además, dividió el territorio ya truncado de Albania. Toptani cuestionó el estado del gobierno provisional y negó que el gobierno de Qemali fuera legítimo, enfatizando que fue "la creación personal de varios hombres". En julio de 1913, Ismail Qemali intentó calmar a Toptani nombrándolo Ministro del Interior, pero fue en vano. Toptani también fue, como Qemali poco antes, obligado por las grandes potencias a retirarse el 1 de febrero de 1914.

## Política

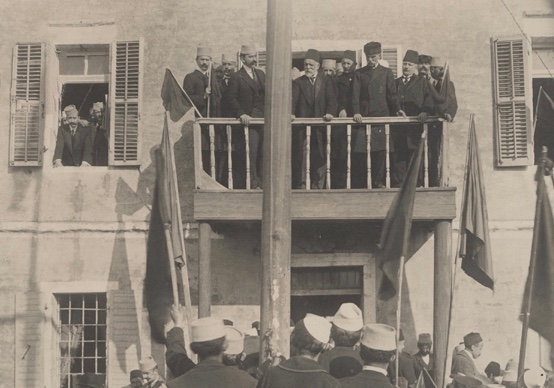
Ismail Qemali y su gabinete durante la celebración del primer aniversario de la independencia en Vlorë el 28 de noviembre de 1913

### Declaración de la independencia
Al comienzo de la sesión, Ismail Qemali enfatizó que la única forma de evitar la división del territorio de Albania entre los aliados balcánicos era establecerlo como un estado independiente, separado del Imperio Otomano. La propuesta de Qemali fue aceptada por unanimidad y se decidió firmar la declaración de independencia de Albania en nombre de la Asamblea constituida de Vlorë (en albanés: Kuvendi i Vlorës) cuyos miembros eran representantes de todas las regiones de Albania. Por la declaración de independencia albanesa la Asamblea de Vlorë rechazó la autonomía concedida por el Imperio Otomano al Valiato albanés, proyectada un par de meses antes. El consenso se hizo por la completa independencia.

Tras el discurso pronunciado por el presidente, Ismail Kemal Bey, en el que habló de los grandes peligros que enfrenta Albania hoy en dia, todos los delegados han decidido por unanimidad que Albania, a partir de hoy, debe ser libre e independiente.
Declaración de Independencia de Albania

A continuación, se suspendió la sesión y los miembros de la Asamblea Nacional recién constituida se dirigieron a la casa de Ismail Qemali, quien izó la bandera de Skanderbeg en el balcón de su casa, frente a la gente reunida.

### Gobierno y Senado
El establecimiento del gobierno se pospuso para la cuarta sesión de la Asamblea de Vlorë, celebrada el 4 de diciembre de 1912, hasta que llegaran a Vlore representantes de todas las regiones de Albania. Durante esa sesión, los miembros de la asamblea establecieron el Gobierno Provisional de Albania. Fue un gobierno que estuvo formado por diez miembros, encabezados por Ismail Qemali, hasta su dimisión el 22 de enero de 1914. Asamblea estableció el Senado (en albanés: Pleqësi  ) con función consultiva del gobierno, estaba integrado por 18 asambleístas.
Ismail Qemali fue designado como el primer primer ministro de la Albania independiente. En la misma sesión celebrada el 4 de diciembre de 1912 la asamblea nombró a los demás miembros del gobierno:
- Primer ministro (y jefe de Estado de facto): Ismail Qemali
- Viceprimer Ministro: Dom Nikollë Kaçorri
- Ministro de Relaciones Exteriores (provisional): Ismail Qemali
- Ministro del Interior: Myfit Bej Libohova (en julio de 1913 Essad Pasha Toptani)
- Ministro de Guerra: General Mehmet Pashë Derralla (de Tetovo en Macedonia)
- Ministro de Hacienda: Abdi Toptani
- Ministro de Justicia: Petro Poga
- Ministro de Educación: Luigj Gurakuqi
- Ministro de Servicios Públicos: Mit'hat Frashëri (de Ioannina en Grecia)
- Ministro de Agricultura: Pandeli Cale
- Ministro de Correos y Telégrafos: Lef Nosi

### Servicios públicos

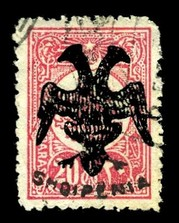
Sello de correos de la Albania independiente, 16 de junio de 1913.

Una semana después de que se proclamara la Albania independiente, se estableció su primer Ministerio de Correos y Telégrafos con Lef Nosi como ministro. Albania independiente se hizo cargo de las oficinas de correos otomanas y realizó importantes esfuerzos para que el servicio postal albanés fuera identificable. Las oficinas de correos de la Albania independiente utilizaron los sellos postales otomanos hasta finales de abril y principios de mayo de 1913, cuando fueron reemplazados por los sellos postales de Albania con el nombre del lugar en la parte superior del sello y el nombre del estado, Albania (Shqipenie ), en la parte inferior. El 5 de mayo de 1913 se pusieron en circulación los primeros sellos postales de Albania. El 7 de julio de 1913, Albania presentó una solicitud oficial de membresía a la Unión Postal Universal (UPU). La solicitud fue rechazada y Albania se convertiría en miembro de la UPU solo en 1922.
Después de que Albania lograra su independencia del Imperio Otomano en 1912, su sistema legal continuó funcionando bajo el Código Civil Otomano (Mejelle) durante algún tiempo.
Desde el 28 de noviembre de 1912 hasta 1926, el gobierno albanés no acuñó moneda. Las transacciones ocurrían en monedas de oro y plata de otros países, mientras que la unidad de cuenta oficial era el franco de la Unión Monetaria Latina.
Hasta 1912, el sistema educativo de Albania dependía de las instituciones religiosas. Los musulmanes asistían a escuelas otomanas, la población ortodoxa asistía a escuelas griegas o armenias, los católicos asistían a escuelas italianas o austriacas, mientras que en los distritos cercanos a los estados eslavos, la población asistía a escuelas serbias o búlgaras. Cuando Albania se declaró independiente en 1912, su gobierno tomó medidas para cerrar las escuelas extranjeras y abrir las albanesas. De 1912 a 1914, no hubo muchas oportunidades y tiempo para el progreso de la educación nacional, debido a la inestabilidad política y al estallido de la Primera Guerra Mundial. La primera escuela laica se abrió en Shkoder en 1913.

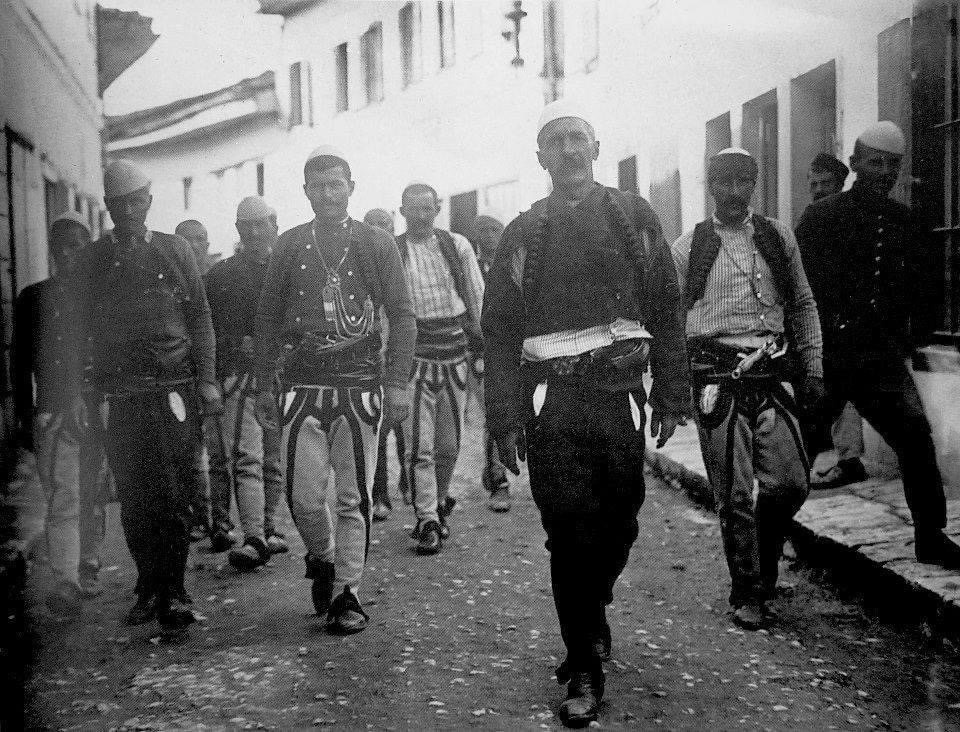
Isa Boletini con hombres de Kosovo en las calles de Vlorë en 1912

Un grupo de combatientes de Kosovo dirigido por Isa Boletini fue el primer núcleo de las fuerzas armadas de Albania establecido el 4 de diciembre de 1912. Las fuerzas otomanas respaldaron el gobierno de Albania Independiente hasta principios de 1913, aunque los otomanos no reconocieron su independencia.
Las fuerzas del orden (gendarmería y policía albanesa) de la Albania independiente se establecieron el 13 de enero de 1913. Alrededor de 70 ex oficiales otomanos fueron contratados como oficiales de las unidades de aplicación de la ley de la Albania independiente. El primer director de la policía albanesa fue Halim Jakova-Gostivari, mientras que los primeros comandantes de la gendarmería fueron Alem Tragjasi, Hysni Toska, Sali Vranishti y Hajredin Hekali. Los uniformes de la policía albanesa eran de color gris y verde, y los cuellos eran rojos y negros.

## Economía
La economía de Albania después de convertirse en estado independiente en 1912 se basó en la agricultura y la ganadería primitivas, sin una industria significativa y con poco comercio internacional. A partir de 1912, Albania inició actividades destinadas a implementar una reforma agraria, que transferiría la propiedad de la tierra cultivable de los grandes terratenientes a los campesinos.

## Secuelas

Fronteras del Principado de Albania, reconocido por el Tratado de Bucarest.

Los Tratados de Londres y Bucarest se ocuparon de los ajustes territoriales finales derivados de la conclusión de las Guerras de los Balcanes. Después de la firma del tratado de Londres, los embajadores de seis grandes potencias decidieron constituir un nuevo estado, Albania, como principado hereditario.

Punto 1. Albania se constituye como un principado autónomo, soberano y hereditario por derecho de primogenitura, garantizado por las seis Potencias. El soberano será designado por las seis Potencias.
Decisión de los embajadores de las seis Grandes Potencias tomada el 29 de julio de 1913 durante la 54ª reunión de la Conferencia de Embajadores

Las Grandes Potencias se negaron a reconocer al Gobierno Provisional de Albania y, en cambio, organizaron la Comisión Internacional de Control (ICC) para que se hiciera cargo de la administración del principado recién establecido hasta la llegada del nuevo monarca. La primera agencia de aplicación de la ley del nuevo principado fue la Gendarmería Internacional.
El tratado de Bucarest, firmado el 10 de agosto de 1913, estableció a Albania reconocida internacionalmente como un estado independiente. La creación del estado albanés en 1913 después de las guerras de los Balcanes fue su único resultado político.
Los serbios descubrieron un complot del gobierno de los Jóvenes Turcos y dirigido por Bekir Fikri para restaurar el control otomano sobre Albania mediante la instalación de un oficial otomano-albanés Ahmed Izzet Pasha como monarca y se informó a la CPI. Ismail Qemali apoyó el complot de ayuda militar contra Serbia y Grecia. La CPI permitió que sus oficiales holandeses que servían como gendarmería albanesa declararan el estado de emergencia y detuvieran el complot. Asaltaron Vlorë del 7 al 8 de enero de 1914, descubrieron más de 200 soldados otomanos y arrestaron a Fikri. Durante el juicio de Fikri surgió el complot y un tribunal militar de la CPI bajo el mando del coronel Willem de Veer lo condenó a muerte y luego le conmutó la cadena perpetua, mientras que Qemali y su gabinete renunciaron. Después de que Qemali abandonó el país, la agitación se aseguró en toda Albania.
Después de una muestra de independencia del gobierno de Qemali, las grandes potencias se enojaron y la Comisión Internacional de Control obligó a Qemali a hacerse a un lado y abandonar Albania.

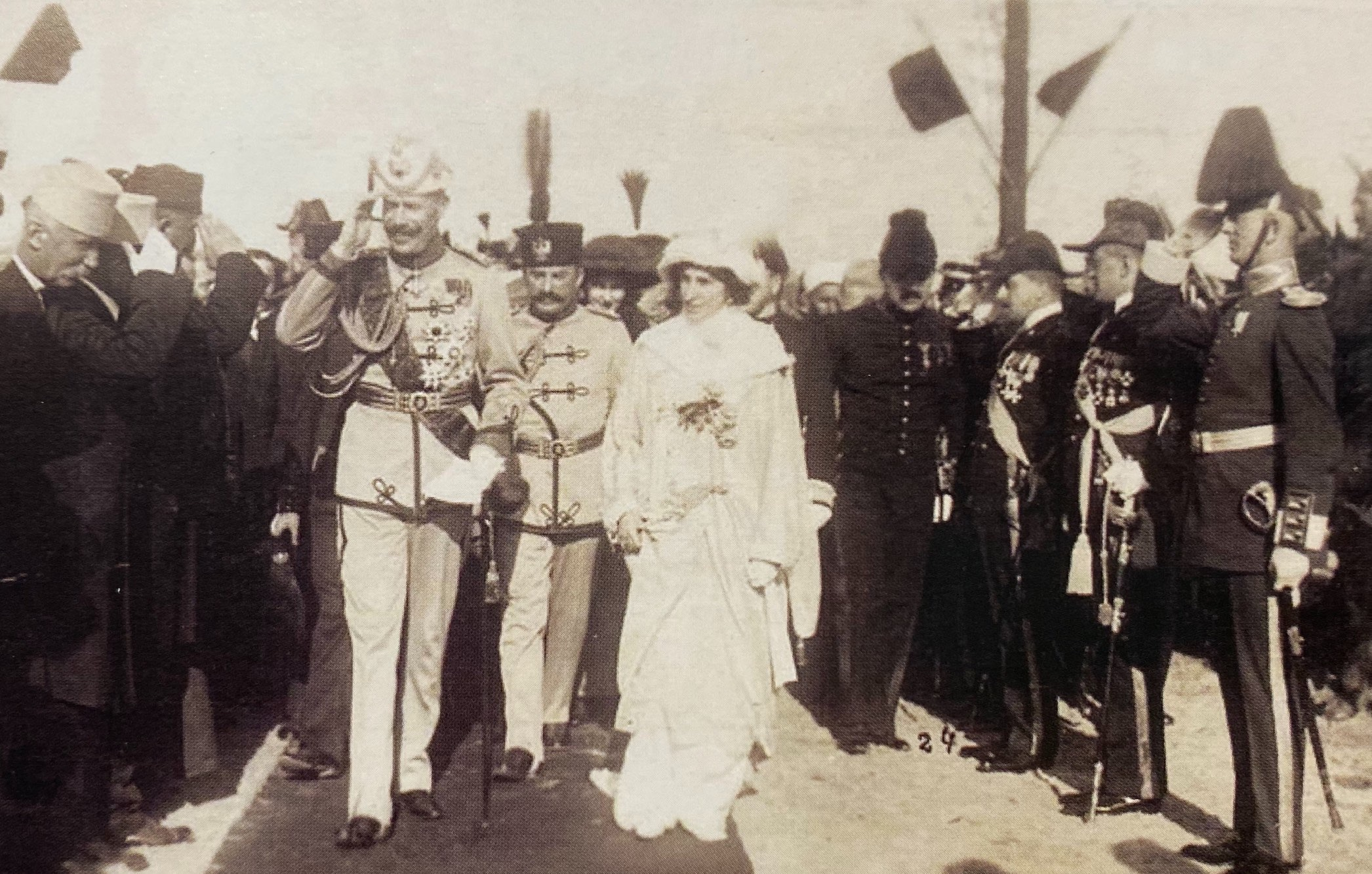
Guillermo, Príncipe de Albania y su esposa, la Princesa Sofía de Albania, llegando a Durrës, Albania, el 7 de marzo de 1914.

En 1914, después de una asunción gradual de la administración del país, la Comisión Internacional de Control preparó un proyecto de constitución (albanés : Statuti Organik) con 216 artículos. Fue una base para el establecimiento de la Asamblea Nacional con poder de legislación en Albania, que fue diseñada como una monarquía constitucional hereditaria. Según la constitución, el nuevo principado tendría, con pocas excepciones, la misma organización administrativa que durante la soberanía del Imperio Otomano. Se dividiría en siete distritos administrativos, cada uno de los cuales elegiría tres representantes para la asamblea nacional por sufragio directo. El príncipe nombraría a diez representantes y los jefes de las tres religiones (islam, ortodoxa y católica) también serían representantes en la asamblea nacional, que tendría mandatos de cuatro años. El Consejo de Ministros, con poderes ejecutivos, sería designado por el príncipe. Después de que la Comisión Internacional de Control instalara la forma monárquica de gobierno en 1914, el sistema político de Albania se convirtió en una monarquía.
El mayor grupo de albaneses que quedaron fuera del nuevo estado eran los albaneses de Kosovo, la cuna del nacionalismo albanés del siglo XIX. La Alemania nazi y la Italia fascista explotaron el descontento de los albaneses por las fronteras étnicas inexactas.

100 Vjet Shtet Shqiptar (100 años del estado albanés)

Desde que Albania fue declarada independiente el 28 de noviembre de 1912, todos los albaneses (dondequiera que vivan en el mundo) conmemoran cada 28 de noviembre su Día Nacional (El Día de) la Independencia de Albania o Día de la Bandera ). En la República de Albania, el día se celebra como día festivo. En la República de Kosovo, el día ha sido feriado público oficial desde una decisión de 2011 del gabinete del primer ministro Hashim Thaçi.
Desde que Albania fue declarada independiente el 28 de noviembre de 1912, todos los albaneses (dondequiera que vivan en el mundo) conmemoran cada 28 de noviembre su Día Nacional (El Día de) la Independencia de Albania o Día de la Bandera ). En la República de Albania, el día se celebra como día festivo. En la República de Kosovo, el día ha sido feriado público oficial desde una decisión de 2011 del gabinete del primer ministro Hashim Thaçi.
Las actas de la conferencia dedicada al 70 aniversario de la independencia de Albania organizada en noviembre de 1982 por la Academia de Ciencias de Albania se tituló "Fuerzas nacionales contra el dictado imperialista en la organización del Estado albanés, 1912-1914: Informe ". En 1992, la Academia de Ciencias de Albania organizó una conferencia dedicada al 80 aniversario de la independencia de Albania y publicó un documento titulado: "La organización del gobierno, sistema judicial y militar de Albania (1912-1914) ". El año 2012 es el año del centenario de la Independencia de Albania. El día de apertura de la celebración de un año fue el 17 de enero de 2012 durante una ceremonia solemne celebrada en el Parlamento de Albania y a la que asistieron representantes albaneses de la República de Kosovo, Macedonia, Montenegro, Preševo y Bujanovac, que se unieron ese día como si fueran fueron hace 100 años.
El Ministerio de Turismo, Asuntos Culturales, Juventud y Deportes anunció el 22 de diciembre de 2011 el "Concurso internacional para la realización en escultura de la obra monumental dedicada al "100 aniversario de la Declaración de Independencia del Estado albanés: 28 de noviembre de 1912 - 28 de noviembre de 2012 ”.

## Galería

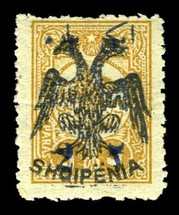
16 de junio de 1913
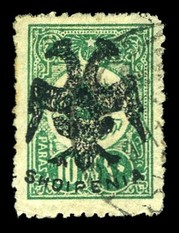
16 de junio de 1913
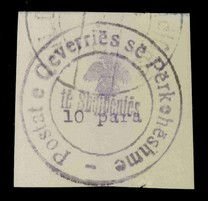
25 de octubre de 1913
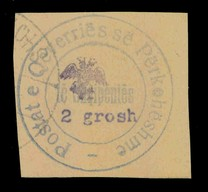
25 de octubre de 1913
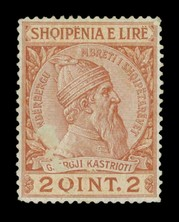
1 de diciembre de 1913